# 無線局免許状
無線局免許状（むせんきょくめんきょじょう）は、電波法に基づき無線局が免許を与えられた時に交付される公文書である。
略して局免と呼ばれる。
また、無線局登録状、高周波利用設備許可状については、無線局免許状に関する規定が準用されるため、併せて述べる。

## 概要
電波法第4条により無線局を開設する者は、同条ただし書きにある場合を除き総務大臣から免許を受けなければならない。なお、電波法（電波法に基づく命令も含まれる。）を国に対して適用する場合、同法に基づく「免許」または「許可」は、「承認」と読み替えて適用されることとなっている（電波法104条2項）。
総務大臣は、電波法第14条により検査を行った結果違反がない場合、同法第15条により総務省令無線局免許手続規則（以下、「免許規則」と略す。）第2章第1節の2に規定する簡易な免許手続による場合および電波法第27条の2により複数の特定無線局を包括して開設する場合には無線局の免許を与えなければならないとされ、免許状を交付するものとしている。
ただし、免許規則第21条第7項により同一人に属する二以上の所定の無線局で、無線設備の常置場所が同じであるものは、あわせて1枚の免許状を交付されることがある。
同様に、電波法第27条の18による登録局の登録、電波法第100条及び電波法施行規則第44条による高周波利用設備の許可の際にも、登録状や許可状を交付する。
これらの手続きの内、一部の無線局の免許、無線局の登録、高周波利用設備の許可については、電波法第104条の3および電波法施行規則第51条の15により、設置場所又は常置場所を管轄する総合通信局長（沖縄総合通信事務所長を含む。以下同じ。）に権限が委任されている。
- 1971年（昭和46年）- 一部の無線局の免許および高周波利用設備の許可の権限の郵政大臣（現・総務大臣）から、地方電波監理局長（後に地方電気通信監理局長、現・総合通信局長）への委任が開始された[1]。
- 1972年（昭和47年）- 沖縄県においては、一部の無線局の免許および高周波利用設備の許可の権限は、沖縄郵政管理事務所長（現・沖縄総合通信事務所長）に委任された[2]。
- 2005年（平成17年）- 無線局の登録の権限は、総合通信局長に委任された[3]。

なお、総務省において免許事務を所掌するのは、放送局関係が情報流通行政局、それ以外は総合通信基盤局であるが、免許状を発給するのは総合通信局長である。

## 無線局免許状

### 手数料
政令電波法関係手数料令第2条に、特定無線局は第6条による。ここで情報通信技術利用法の規定によるもののは、減額されることが規定されている。これは電子申請によりPay-easyを利用する。

### 権限者
2012年（平成24年）4月2日現在
免許の権限者は総務大臣である。ただし、次の無線局については総合通信局長に委任されている。
- 固定局
- 地上一般放送局（エリア放送を行うものに限る。）
- 陸上局
- 移動局
- 無線測位局
- VSAT地球局
- 船舶地球局
- 航空機地球局
- 携帯移動地球局
- 非常局
- アマチュア局
- 簡易無線局
- 構内無線局
- 気象援助局
- 標準周波数局
- 特別業務の局
- 上記の内、アマチュア局以外の無線通信業務に係る実用化試験局
- 特定無線局（包括免許）

### 交付
無線局の免許は、無線局の種別に従い設置場所（一部の移動する無線局は送信設備）ごとに申請するのが原則である。ただし、移動するアマチュア局など送信装置ごとに申請することが不合理であると認められる無線局は、複数の送信装置を単一の無線局として申請することができる。 

また、通信の相手からの電波を受けることにより自動的に選択される電波のみ発射する無線局のうち、電波法施行規則に定めるもので適合表示無線設備のみを使用するものは特定無線局として包括免許を申請することができる。すなわち、複数の無線局に対して一枚の無線局免許状が交付される。

特定無線局は電波法施行規則で携帯電話端末やMCA無線移動局などが対象とされている。
アマチュア局において、空中線電力50Wを超える送信機が含まれる場合、移動する局としての免許は受けない。50Wを超える送信機と超えない送信機を別の局として申請し、前者を移動しない局、後者を移動する局として免許を受けることは可能である。この場合、交付される無線局免許状は計二枚となり、電波利用料も二倍の利用料を支払う。移動しない局の設置場所と移動する局の常置場所が同一管轄区域内の場合、識別信号（呼出符号）は同一のものが指定される。

### 記載事項
無線局免許状には、免許の番号、免許の年月日、免許の有効期間、識別信号、免許人の名称及び住所、種別、目的、通信の相手方および通信事項（基幹放送局を除く。）、設置場所及び指定事項（電波の型式、周波数、空中線電力、運用許容時間）などが、基幹放送局は上記に加えて放送事項、放送区域が記載されている。
| 用語解説                                                                            | |
| 免許人                                                                              | 総務大臣又は総合通信局長より免許を与えられた者（官公庁、法人・団体、個人）。 |
| 無線局の種別                                                                        | 電波法施行規則第4条に規定する無線局の種類。 |
| 無線局の目的                                                                        | 無線局の用途。種類は、免許規則に基づく総務省告示の別表第1号「無線局の目的コード」による。 |
| 通信事項                                                                            | 無線局が通信することを許された事項。内容は、告示の別表第2号「通信事項コード」による。 通信事項を超えた内容を通信すると電波法違反となる（電波法第52条に定める目的外通信 は例外である。）。                                                   |
| 設置場所                                                                            | 陸上に固定された移動しない無線局の無線設備が実際に置かれている場所。 |
| 常置場所                                                                            | 移動する無線局の無線設備が通常保管されている場所。 |
| 移動範囲                                                                            | 移動する無線局が運用することを許される範囲。 例えば、「関東総合通信局管内」「東京都内」「全国」などと指定される。日本の領土（領地、領海、領空）内を移動するには、「陸上、海上、上空」と指定されている必要がある。「全国」は「陸上」と同じ。 |
| 以下の用語は各項目を参照。 指定事項（電波の型式、周波数、空中線電力、運用許容時間） | |
| 放送区域                                                                            | 国内放送の地上基幹放送が一定以上の電界強度で受信できなければならない区域 総務省令基幹放送局の開設の根本的基準第2条第12項で定義されている。                                                                                                  |

### 有効期間
2013年（平成25年）2月1日現在
下記を除き5年である。
- 義務船舶局および義務航空機局は、無期限
- 地上基幹放送局（臨時目的放送局に限る。）、衛星基幹放送局（臨時目的放送局に限る。）は、当該放送の目的を達成するために必要な期間
- 地上基幹放送試験局、衛星基幹放送試験局、実用化試験局は、2年
- 特定実験試験局は、当該周波数の使用が可能な期間

有効期間は原則として種別毎に一定日に有効期間が満了するように指定される。
すなわち、免許の日が異なっても同一日に満了するように免許される。
次の局は毎年告示で定める日（初回の免許に限り、4年を超えて5年以内の一定日）に満了するように指定される。

- 陸上移動業務の無線局（陸上移動局（包括免許されるものを除く。）、基地局（同前）、陸上移動中継局、無線呼出局）
- 携帯移動業務の無線局（携帯局、携帯基地局）
- 船上通信局
- 無線航行移動局
- 地球局

上記の例外（免許の日から5年）となるのは次の局である。
- 地上基幹放送局（中継国際放送を行うものに限る。）
- 地上一般放送局（エリア放送を行うものに限る。）
- 船舶局（義務船舶局を除く。）
- 遭難自動通報局
- 航空機局（義務航空機局を除く。）
- 衛星基幹放送試験局
- アマチュア局
- 簡易無線局
- 構内無線局
- 気象援助局
- 実験試験局
- 電気通信業務用特定無線局（包括免許される陸上移動局、基地局、VSAT地球局、航空機地球局、携帯移動地球局）

なお、次の場合は所定の期間より短い期間を有効期間とすることがある。
1. 申請者が希望するとき。
2. 周波数割当計画又は基幹放送用周波数使用計画により周波数を割り当てることが可能な期間が規定の期間に満たないとき。
3. アマチュア局を外国人が開設するときで在留期間が5年に満たないとき。

### 様式
2019年（平成31年）1月1日現在
免許規則 別表第6号から第6号の4に規定されている。
- 1950年（昭和25年）- 免許規則制定[12]時は、放送局、その他の陸上の無線局、船舶局の三種類で書式は縦書きであった。
- 1953年（昭和28年）- 航空機局のものが追加され四種類となった。[13]

これ以降は種類が増加し、途中
- 1960年（昭和35年）- 書式は横書きにかわった。[14]
- 1996年（平成8年）- 十数種類あった様式は、放送局、パーソナル無線とアマチュア局以外の無線局、パーソナル無線、アマチュア局の四種類に簡素化された。[15]
- 1997年（平成9年）- 包括免許制導入により特定無線局が加わり五種類となった。[16]
- 2011年（平成23年）- 基幹放送局、基幹放送局・パーソナル無線・アマチュア局以外の無線局、パーソナル無線、アマチュア局、特定無線局の五種類となった。[17]
- 2019年（平成31年）- 基幹放送局、基幹放送局・アマチュア局以外の無線局、アマチュア局、特定無線局の四種類となった。[11]
  - 大きさはアマチュア局はA5判、それ以外の無線局はA4判である。

参考
免許申請書の様式は全部の無線局・特定無線局の二種類。（免許規則 別表第1号）
1998年（平成10年）には無線局事項書及び工事設計書の記載に関し、各種のコードが制定された。コードは2004年（平成16年）より告示に規定された。

### 取扱い
2019年（平成31年）1月1日現在
電波法施行規則第38条第1項により無線局免許状は、無線局に備え付けておかねばならず、第2項により船舶局、無線航行移動局、船舶地球局は主たる送信装置のある場所の見やすい箇所に掲げておかなければならない。ただし、掲示を困難とするものについては、その限りで無い。
2023年（令和5年）4月1日より、電波法施行規則第38条第4項が新設され、無線局免許状の備付義務を要する無線局は、スキャナ等により電子的に保存された無線局免許状又は登録状の写しを無線局に備え付けた電子計算機（パソコン、タブレット等）により直ちに表示することができる場合、備付義務を満たすものとすることとなった。この規則の適用を受けるかは免許人の判断で、届出等も必要はない。従前通り原本を備え付けることもできる。ただし、掲示義務（第2項）を課されている局は、上記の従前どおり原本掲示である。
スキャナ保存の規則を適用を受ける場合でも、原本は免許人が任意の場所で適切に管理する必要がある。無線局免許状の原本が破損、紛失等した場合は再交付申請が必要である。また、有効期限満了等による免許状の返納義務も従前どおり残るため、原本の廃棄はできない。
この規則により、複数局や複数の場所で無線局を開設している企業等では、実際の設置（常置）場所にはスキャナで読み取った免許状の写しを配布すれば足り、免許状原本は本社等で一括管理することが可能となり、免許状原本を配布し回収する管理業務の緩和効果が期待できる。
また、2025年（令和7年）1月にデジタル（ペーパーレス）免許状の導入が予定されている。
- 宇宙物体に開設する無線局は無線従事者の常駐する場所のうち主な場所に、無人方式の無線設備の移動しない無線局は無線従事者の常駐する場所又は当該無線局を管理する場所に備え付ければよい[20]。
- 携帯電話端末は、包括免許される陸上移動局であり、移動体通信事業者（NTTドコモ、KDDI、沖縄セルラー電話、ソフトバンク、楽天モバイル）が、包括免許人として一括管理している。

同条第3項により次の無線局は、第1項にかかわらず常置場所に備え付けねばならない。
- 遭難自動通報局（携帯用位置指示無線標識（PLB）のみのものに限る。）
- 船上通信局
- 陸上移動局
- 携帯局
- 無線標定移動局
- 携帯移動地球局
- 陸上を移動する地球局であって停止中にのみ運用するもの
- 移動する実験試験局（宇宙物体に開設するものを除く。）
- 移動するアマチュア局
- 移動する簡易無線局

免許が効力を失ったとき、免許人であった者は、1か月以内に免許状を総合通信局長に返納しなければならない。
返納しない者は、30万円以下の過料に処される。

### 再免許
2004年（平成16年）7月1日現在
免許規則第17条による。同条第1項により、再免許の申請は有効期間満了の
1. 人工衛星等を除くアマチュア局は、1か月以上1年以内
2. 特定実験試験局は、1か月以上3か月以内
3. その他の無線局は、3か月以上6か月以内

に、免許の有効期間が1年以内の無線局は1か月前までに行わなければならない。
第2項により、免許の有効期間満了1か月以内に免許された無線局は、免許を受けた後直ちに再免許の申請を行わなければならない。

### 公表
免許状の記載事項は、電波法第25条に基づき電波法施行規則第11条の2に規定する無線局を除き、同規則第11条に規定するものがインターネットその他の方法で公表される。
（外部リンクの「無線局等情報検索」参照）

### 参考画像

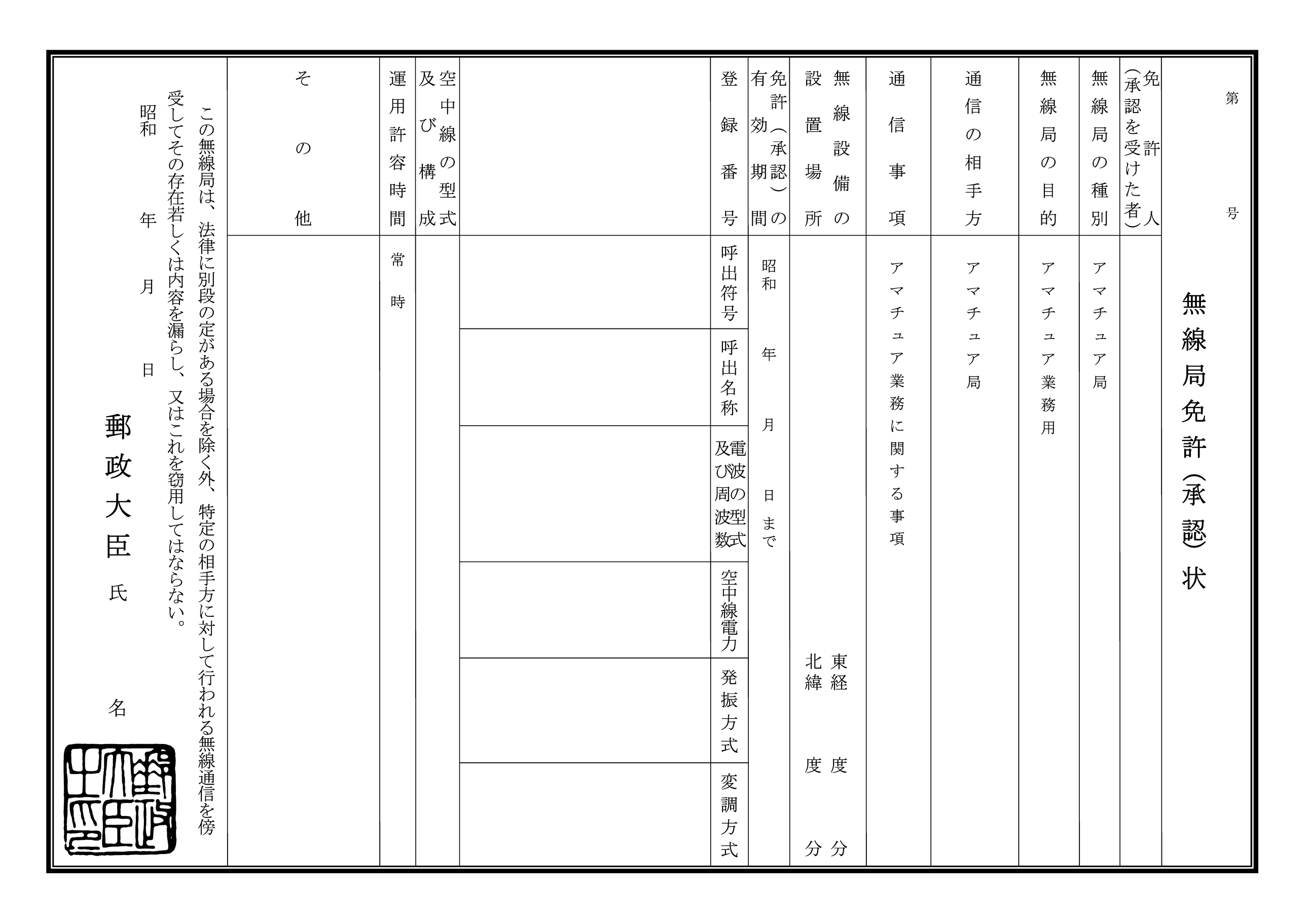
陸上に開設する無線局（放送局除く、1955年時点の旧様式）
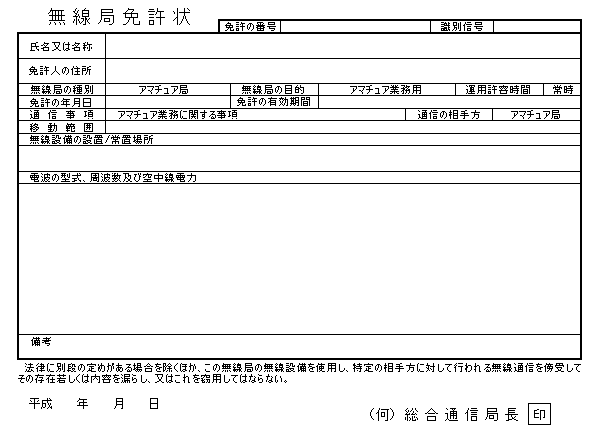
アマチュア局（2023年09月24日までの旧様式）
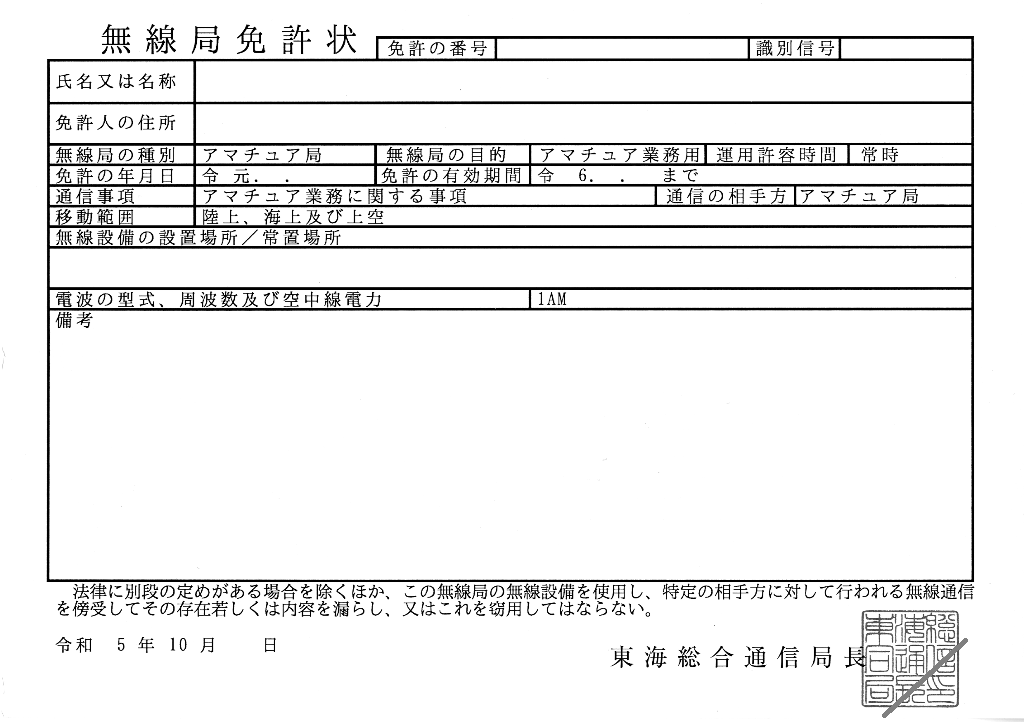
アマチュア局
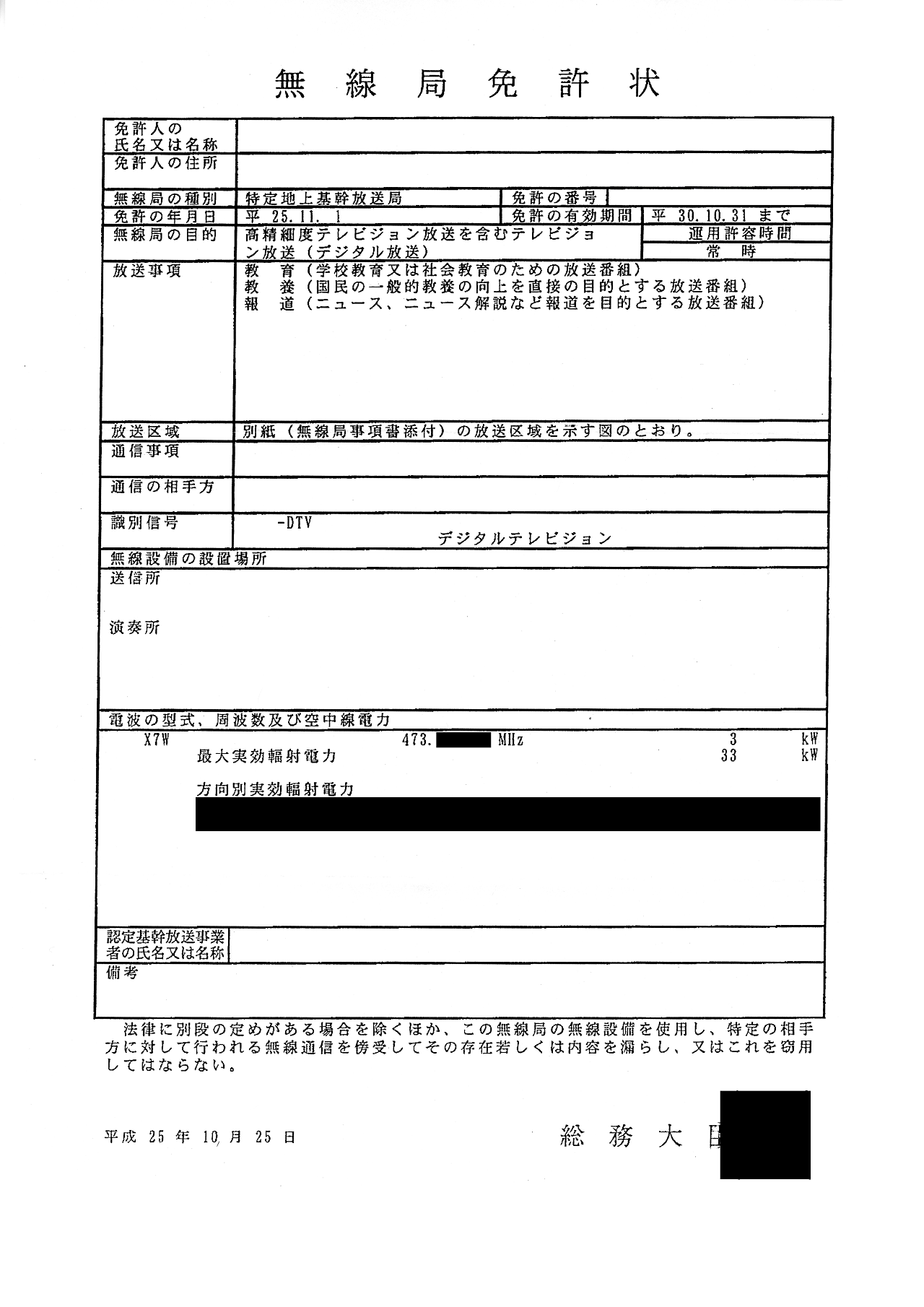
特定地上基幹放送局

## 無線局登録状

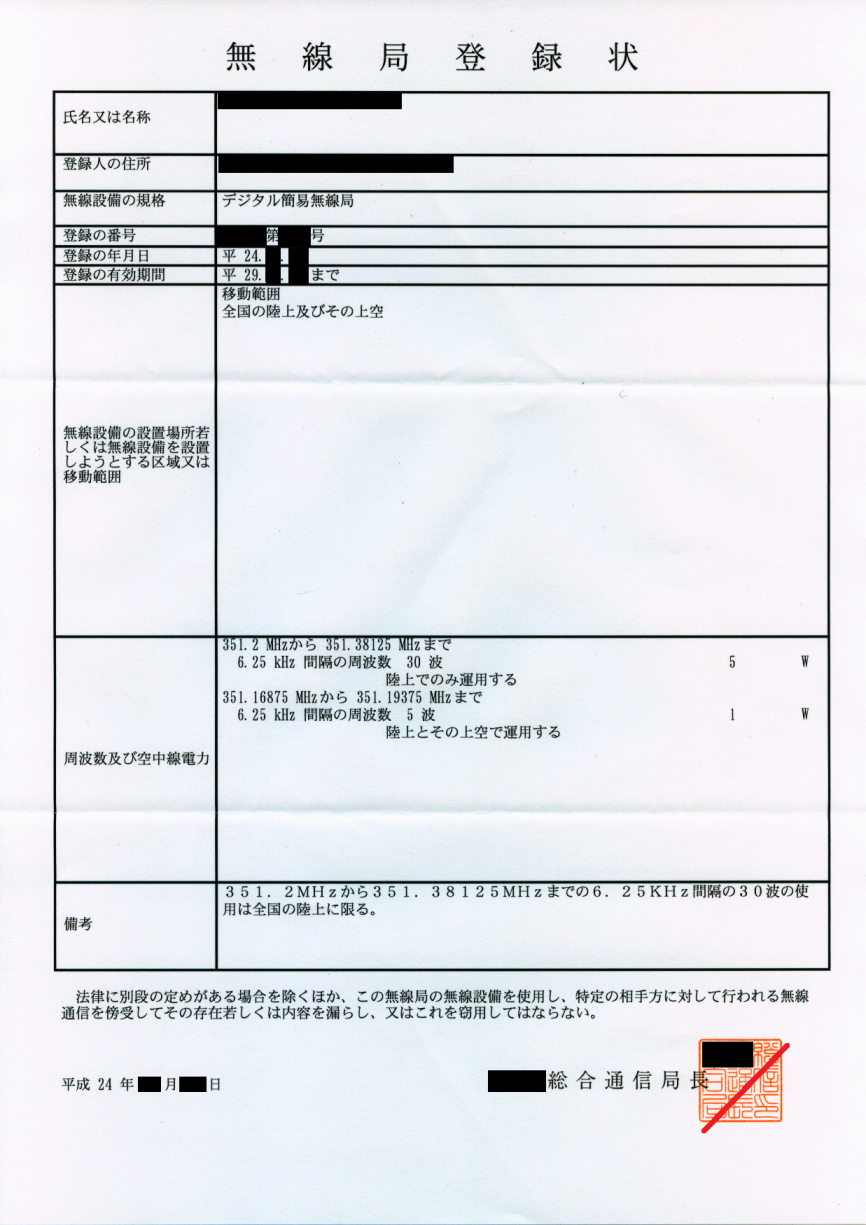
無線局登録状（デジタル簡易無線局）

2005年（平成17年）5月16日に制度化された。
2019年（平成31年）1月1日現在
日本国内で使用される、他の無線局の運用を阻害するような妨害を与えない機能を持つ適合表示無線設備のみを用いた無線局は、免許ではなく登録となる。
登録に際し外国籍の者を除外する規定は無い。
対象
電波法施行規則第17条に規定される。具体的には登録局#種別を参照。
手数料
電波法関係手数料令第8条による。
免許状と同様にインターネット申請によりPay-easyを利用すれば減額される。
交付
無線局の登録は、無線局の種別に従い設置場所（移動する無線局は送信設備）ごとに申請するのが原則である。ただし、構内無線局は、複数の送信装置を単一の無線局として申請することができる。また、周波数及び無線設備の規格を同じくするものであれば、包括して登録を申請することができる。すなわち、複数の無線局に対して一枚の無線局登録状が交付される。
記載事項
- 氏名又は名称
- 住所
- 法人にあっては代表者の氏名
- 無線設備の規格
- 設置場所
- 周波数及び空中線電力
- 登録の年月日及び登録の番号
- 有効期間

有効期間
5年、ただし、再登録は妨げない。 
様式
免許規則別表第6号の6による。 
再登録
免許規則第25条の14第3項により、再登録の申請は有効期間満了の1か月以上3か月以内までに行わなければならない。
取扱い
登録が効力を失ったとき、登録人であった者は、1か月以内に登録状を返納しなければならない。 
登録状を返納しない者は、30万円以下の過料に処される。。 
公表
登録状の記載事項は、免許状と同様にインターネットその他の方法で公表される。
（外部リンクの「無線局等情報検索」参照）

## 高周波利用設備許可状

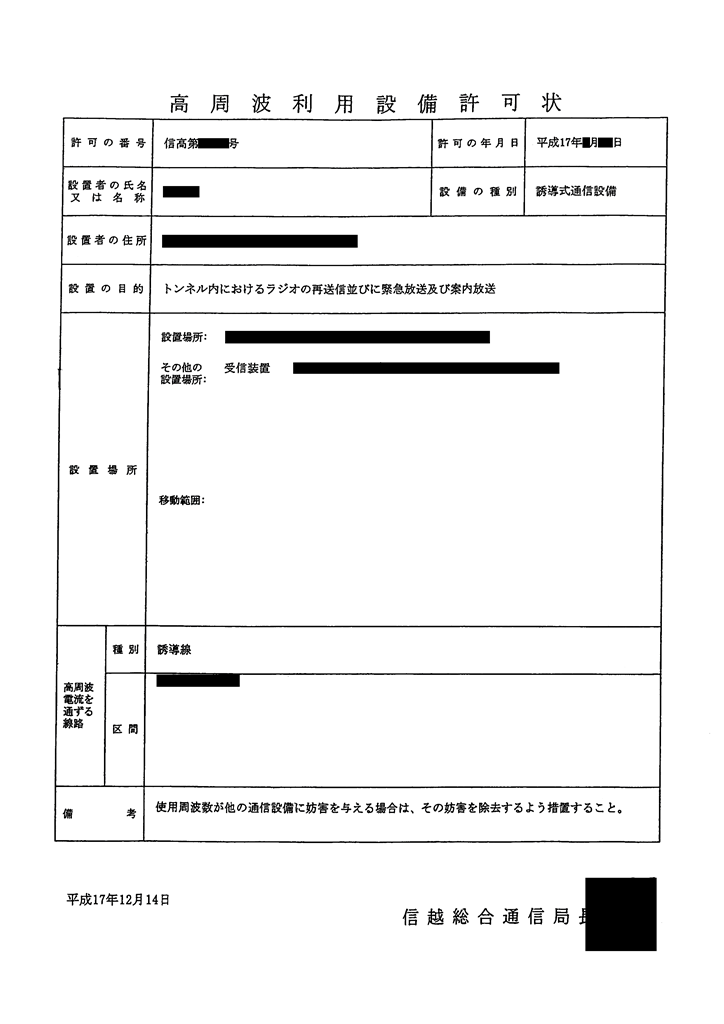
高周波利用設備許可状（誘導式通信設備）

1950年（昭和25年）6月1日の電波法令制定時から規定されている。
2019年（平成31年）1月1日現在
1. 10kHz以上の高周波電流を電線路に通ずる通信設備(誘導無線)
2. 前号以外の設備で10kHz以上の高周波電流を利用するもので、総務大臣の型式指定又は型式確認の対象外で50Wをこえるもの

は総合通信局長の許可を要する。
手数料は規定されていない。つまり無料である。
有効期限は規定されていない。外国籍の者を除外する規定も無い。
種別
高周波利用設備許可状は、次の種別ごとに交付される。
1. 電力線搬送通信設備
2. 誘導式通信設備
3. 誘導式読み書き通信設備
4. 医療用設備
5. 工業用加熱設備
6. 各種設備

交付
高周波利用設備が電波法令の技術基準に適合し、その周波数の使用が他の通信に影響を与えないと認められれば、許可される。
様式
免許規則別表第10号による。
取扱い
許可が効力を失ったとき、設置者であった者は、1か月以内に許可状を返納しなければならない。 
許可状を返納しない者は、30万円以下の過料に処される。。

## 日本国外
電波発射地を管轄する主権国家が国際条約に基づき管理することとなっているので、無条件で自由に電波を発射することはできない。日本国外においても正規の許可を受けた無線局には、無線局免許状に相当する書類が交付される。以下にアマチュア局での例を紹介する。

### 大韓民国

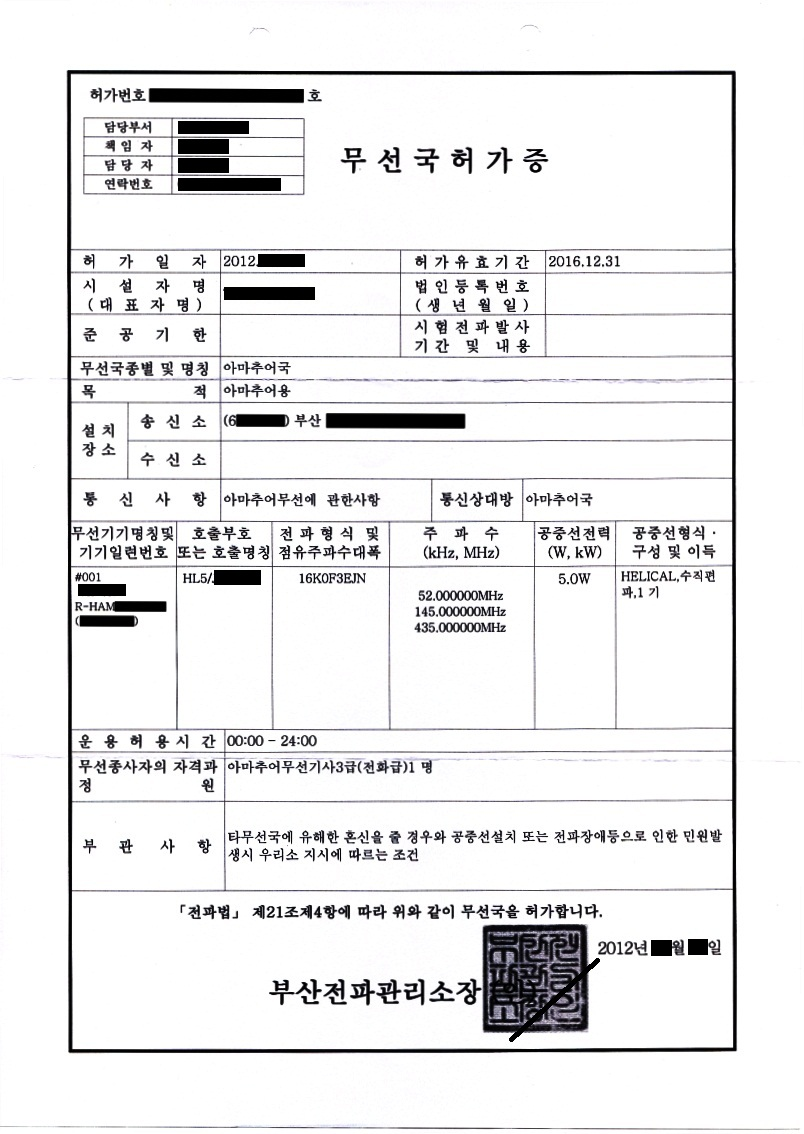
無線局許可証（大韓民国、アマチュア局）

大韓民国では、日本と同様にエリアごとに電波管理所が設けられており、そこから交付される。記載事項は概ね日本の様式と同一であるが、日本と異なる点としては、
- 大きさはA4判
- 交付した部署、責任者、担当者及び連絡先電話番号が記載される。
- 有効期間は5年、ただし初回取得時は4年を超えて5年以下の12月31日までとなる。（日本の陸上移動業務の局などと同様）
- 無線機の機種、製造番号、アンテナの種類が記載される。
- 無線局を操作する指定無線従事者の資格と定員が記載される。

日本のアマチュア無線技士が、相互運用協定に基づきアマチュア局の申請をした場合、無線従事者資格は交付されず、無線局が許可されるのみである。
日本政府発行の無線従事者免許証（英語が付記されてないものは無線従事者免許証記載事項証明もあわせ）と韓国政府発行の無線局許可証を所持して運用しなければならない。

### パラオ共和国

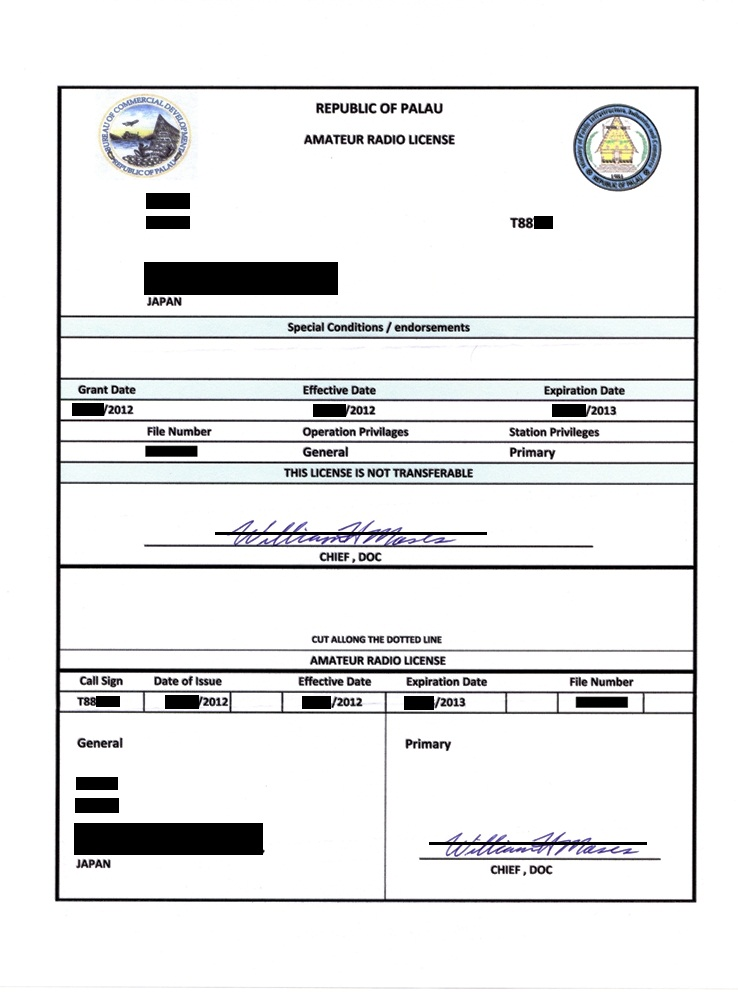
RADIO LICENSE（パラオ共和国、アマチュア局）

パラオ共和国は独立国家であるが、従前はアメリカ合衆国の信託統治領であったことから、アメリカ合衆国連邦政府の政府機関である連邦通信委員会(FCC)の方式を踏襲している。国内全土において、政府機関であるMinistry of Public Infrastructure, Industries & Commerce（MPIIC）（公共基盤・工業商務省）が交付する。
日本や韓国のように、操作資格（免許証）と無線局資格（免許状）に分離しておらず、操作資格を受けると、同時に無線局資格も得られコールサイン（識別信号）が付与される。「CUT ALLONG THE DOTTED LINE」で切り取って使用することも可能で、CUT...より上が常置場所（自宅）などへの掲出用、下が携帯用のものである。
外国人が開設するものは、有効期限が1年（特別コールサインや団体局の場合は更に短くなる。）である。相互運用協定は締結されていないが、パラオ政府の好意により、日本政府のアマチュア無線技士資格を保有し、アマチュア局を現に開設している場合は、事前に書類審査を受けることにより政府から操作資格と無線局資格の許可を無試験で受けることができる。
申請書には、無線機の機種を記載する欄があるが、既にパラオ国内で免許を受けている無線機であれば、それを借りることも可能である。